# Duresa
La duresa és una propietat d'un material sòlid que indica la resistència que oposa la seva superfície a ser deformada per força causada per un altre cos en contacte directe; una definició similar és que la duresa mesura la resistència que oposa una substància a ser ratllada. La duresa macroscòpica sol estar caracteritzada per forces intermoleculars fortes. La duresa depèn d'altres propietats com la ductilitat, la rigidesa, la plasticitat, la facilitat de deformació, la resistència, la tenacitat, la viscoelasticitat i la viscositat. Es mesura duent a terme un assaig de duresa, i no té una escala absoluta (ni, per tant, una unitat de mesura) sinó que es fan servir diferents escales relatives com, per exemple, l'escala de Mohs.
Alguns exemples de substàncies dures són la ceràmica, el formigó, alguns metalls i els metalls superdurs.
Una variant lèxica d'aquest mot al País Valencià és durea.

## Metal·lúrgia

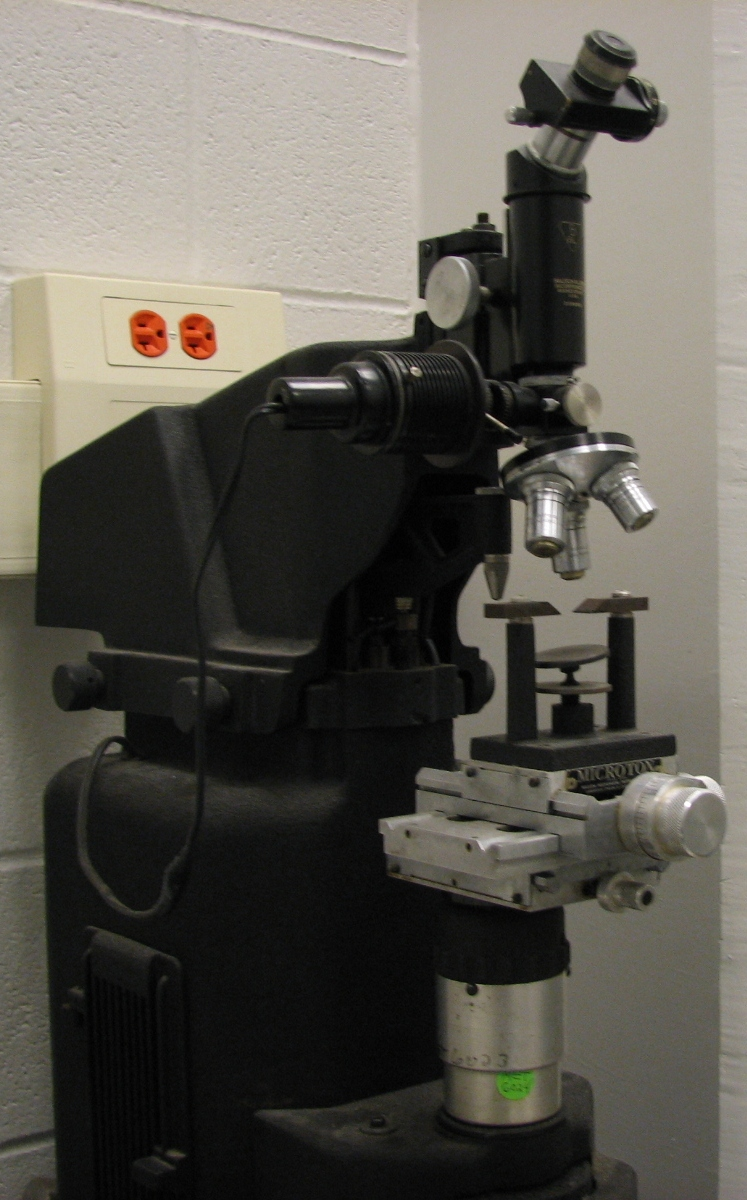
Instrument per a determinar la duresa Vickers

En metal·lúrgia, la duresa es mesura mitjançant un assaig de duresa o assaig de penetració. Depenent del tipus de punta emprada i del rang de càrregues aplicades, hi ha diferents escales adequades per a distints rangs de duresa.
L'interès de la determinació de la duresa dels metalls consisteix en la correlació existent entre la duresa i la resistència mecànica en els acers al carboni, sent un mètode d'assaig més econòmic i ràpid que l'assaig de tracció, per la qual cosa el seu ús està molt estès.
Fins a l'aparició de la primera màquina Brinell per a la determinació de la duresa, aquesta es mesurava de forma qualitativa emprant una llima d'acer trempat que era el material més dur que s'emprava en els tallers.
Actualment existeixen les escales següents:
- Duresa Brinell: empra com a punta una bola d'acer. Per a materials durs, és poc exacta.
- Duresa Rockwell: s'utilitza com a punta un con de diamant (en alguns casos bola d'acer). És la més estesa, ja que la duresa s'obté per mesura directa i és apte per a tota mena de materials. Se sol considerar un assaig no destructiu per la petita grandària de l'empremta.
- Rockwell superficial: hi ha una variant de l'assaig, anomenada Rockwell superficial, per a la caracterització de peces molt primes, com a fulles d'afaitar o capes de materials que han rebut algun tractament d'enduriment superficial.
- Duresa Knoop: mesura la duresa en valors d'escala absolutes, i es valoren amb la profunditat de senyals gravades sobre un mineral mitjançant un estri amb una punta de diamant al qual se li fa una força estàndard.
- Duresa Rosiwal: mesura en escales absoluta de dureses, s'expressa com la resistència a l'abrasió mitjanes en proves de laboratori i prenent com a base el corindó amb un valor de 1000.
- Duresa Shore: empra un escleroscopi. Es deixa caure un indentat a la superfície del material i es veu el rebot. És adimensional, però consta de diverses escales. A major rebot → gran duresa. Aplicable per a control de qualitat superficial. És un mètode elàstic, no de penetració com els altres.
- Duresa Webster: empra màquines manuals en el mesurament, sent apte per a peces de difícil maneig com a perfils llargs extruïts. El valor obtingut se sol convertir a valors Rockwell.
- Duresa Vickers: utilitza com penetrador un diamant amb forma de piràmide quadrangular. Per a materials tous, els valors Vickers coincideixen amb els de l'escala Brinell.

## Nanoindentació
La nanoindentació és un assaig de duresa dut a terme a l'escala de longituds nanomètriques. S'utilitza una punta petita per indentar el material objecte d'estudi. La càrrega imposada i el desplaçament es mesuren de manera contínua amb una resolució de micronewtons i subnanòmetres, respectivament. La càrrega i el desplaçament es mesuren simultàniament durant el procés d'indentació i per això també se la denomina «nanoindentació instrumentada». Les tècniques de nanoindentació són importants per al mesurament de les propietats mecàniques en aplicacions microelectròniques i per a la deformació d'estructures a micro i nanoescala. Els nanoindentadors incorporen microscopis òptics per la localització de l'àrea a estudiar. No obstant això, a diferència dels mètodes de indentació a macro i microescala, en la tècnica de nanoindentació instrumentada no és possible mesurar directament l'àrea de la indentació.
Les puntes dels nanopenetradors vénen en una gran varietat de formes. A una forma comuna se'l coneix com a penetrador de Berkovich, el qual és una piràmide amb 3 costats.
Oliver i Pharr van inventar un mètode per a calcular l'àrea projectada de la indentació durant la màxima càrrega.{\displaystyle A_{c}} La primera etapa d'una prova de nanoindentació involucra el desenvolupament d'indentacione sobre un patró de calibratge. La sílice fosa és un patró de calibratge comú, pel fet que té propietats mecàniques homogènies i ben caracteritzades. El propòsit d'efectuar indentacions sobre l'estàndard de calibratge és determinar l'àrea de contacte projectada de la punta del penetrador Ac com una funció de la profunditat de la indentació. Per a una punta de Berkovich perfecta,
{\displaystyle A_{c}=24.5\cdot h_{c}^{2}\,}
No obstant això, en general la punta no és perfecta, es desgasta i canvia de forma amb cada ús. Per tant, ha de dur-se a terme regularment un calibratge de la punta que s'utilitza. Per aquest motiu és necessari trobar la funció relaciona l'àrea Ac de la secció transversal del penetrador a màxima càrrega amb la distància de la punta hc que està en contacte amb el material que s'està indentant.
La profunditat total de la indentació h és la suma de la profunditat de contacte hc i la profunditat hs en la perifèria de la indentació on l'indentador no fa contacte amb la superfície del material, és a dir,
{\displaystyle h=h_{c}+h_{s}}
on,
{\displaystyle h_{s}=} Ɛ {\displaystyle {\frac {P_{max}}{S}}}

Esquema de la corba carrega-desplaçament per a una nanoindentació instrumentada

on Pmax és la càrrega màxima i Ɛ és una constant geomètrica igual a 0.75 per a un penetrador de Berkovich. S és la rigidesa en descarregar, que es calcula en la corba de nanoindentació:{\displaystyle S=dP/dh}
La duresa d'un material determinada per la nanoindentació instrumentada es calcula llavors com:
{\displaystyle H_{IT}={\frac {P_{max}}{A_{c}}}}
La duresa (determinada per la nanoindentació) es reporta amb unitats de GPa i els resultats de indentacions múltiples en general es fan una mitjana de per a incrementar la precisió.
Aquesta anàlisi permet el càlcul del mòdul elàstic i la duresa durant la càrrega màxima i és conegut com nanoindentació instrumentada; no obstant això, actualment s'empra de manera normal una tècnica experimental coneguda com nanoindentació dinàmica. Durant aquesta, se superposa una càrrega oscil·lant petita sobre la càrrega total en la mostra. D'aquesta manera, la mostra es descarrega de manera elàstica contínuament a mesura que s'incrementa la càrrega total. Això permet mesuraments continus del mòdul elàstic i de la rigidesa com una funció de la profunditat de la indentació.

## Mineralogia

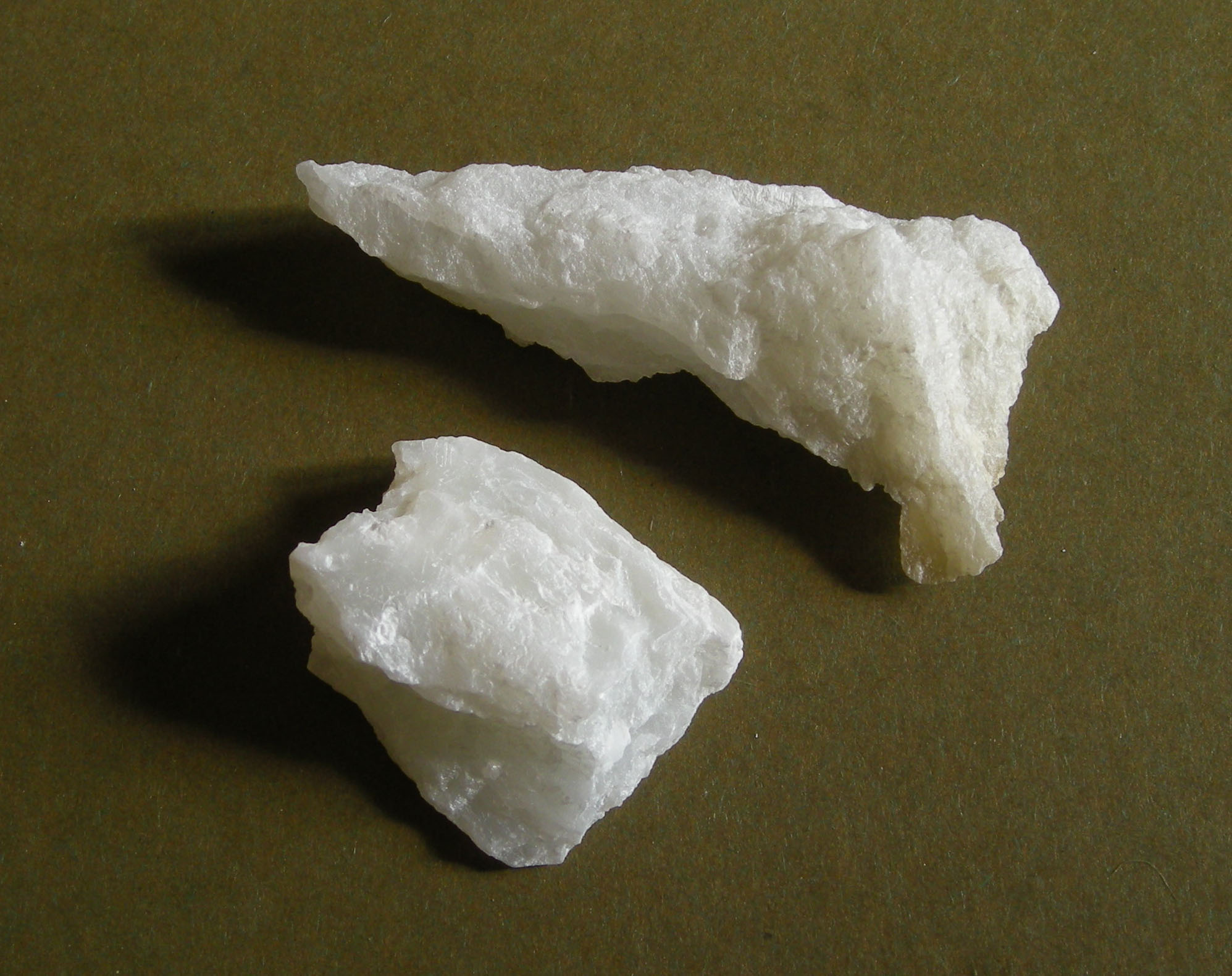
Talc

Diamant

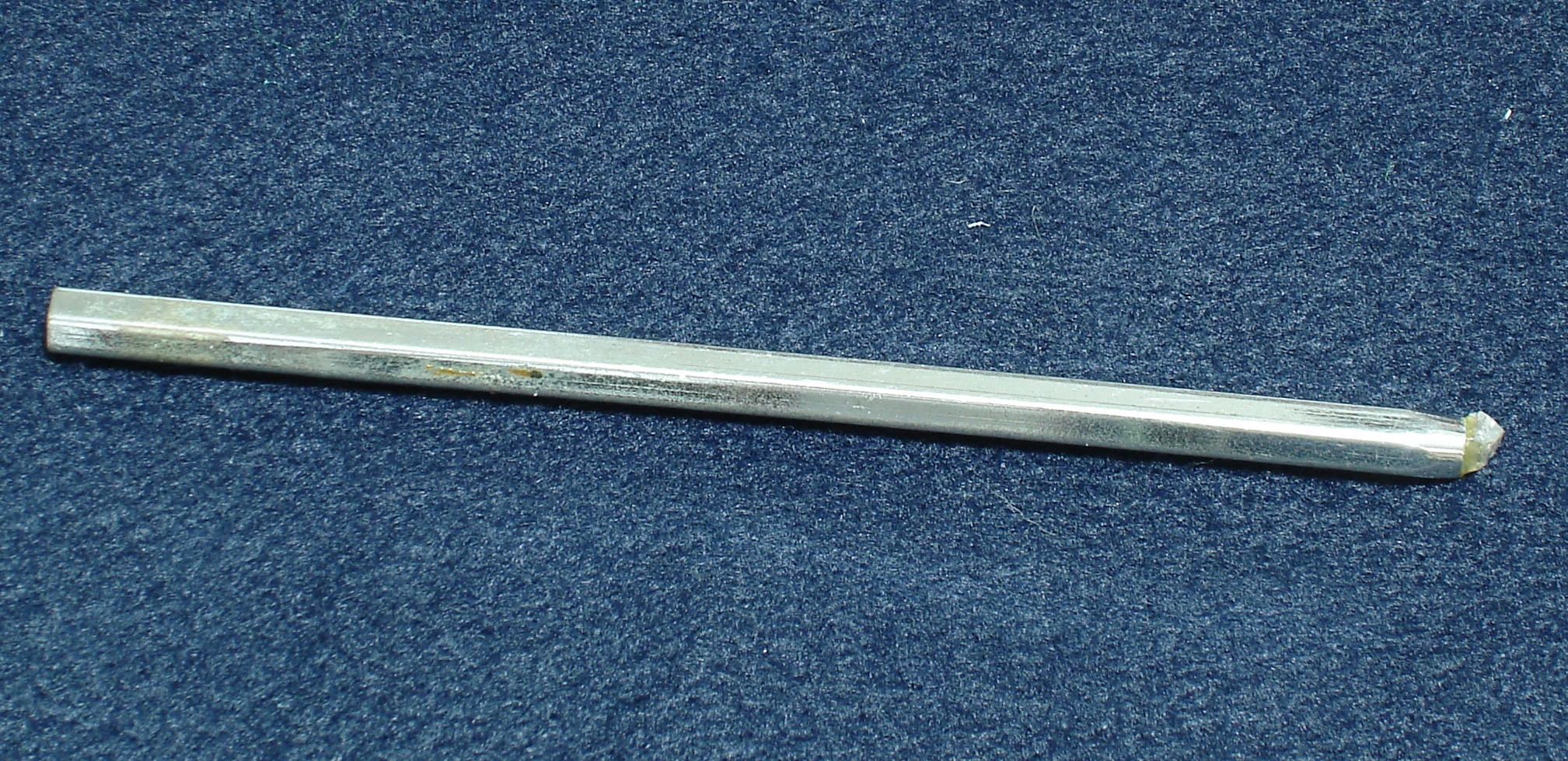
Per fer comparacions de camp de la duresa hi ha diamants manuals (extrem dret de la barra) amb els quals ratllem les superfícies dels minerals a estudiar

En mineralogia, la duresa es mesura segons l'escala de Mohs, una escala relativa creada per l'austríac Friedrich Mohs que mesura la resistència al ratllat dels materials. L'aparell utilitzat és el duròmetre.
| Duresa | Mineral                                              | Composició química    |
| ------ | ---------------------------------------------------- | --------------------- |
| 1      | Talc (es pot ratllar fàcilment amb l'ungla)          | Mg₃Si₄O10(OH)₂        |
| 2      | Guix (es pot ratllar amb l'ungla amb més dificultat) | CaSO₄·2H₂O            |
| 3      | Calcita (es pot ratllar amb una moneda de coure)     | CaCO₃                 |
| 4      | Fluorita (es pot ratllar amb un ganivet)             | CaF₂                  |
| 5      | Apatita                                              | Ca₅(PO₄)₃(OH-,Cl-,F-) |
| 6      | Feldespat (es pot ratllar amb una escata d'acer)     | KAlSi₃O₈              |
| 7      | Quars (ratlla el vidre)                              | SiO₂                  |
| 8      | Topazi                                               | Al₂SiO₄(OH-,F-)₂      |
| 9      | Corindó (només és ratllat pel diamant)               | Al₂O₃                 |
| 10     | Diamant (el mineral natural més dur)                 | C                     |

## Equivalència entre escales de duresa
En la següent taula es pot veure la llista d'equivalències aproximades per escales de duresa d'acers no austenítics (en el rang de l'escala Rockwell C):
| Equivalència                               | Factor                                                    |
| ------------------------------------------ | --------------------------------------------------------- |
| {\displaystyle HB\Leftrightarrow HV}       | {\displaystyle HB\approx 0{,}95HV}                        |
| {\displaystyle HRB\Leftrightarrow HB}      | {\displaystyle HRB\approx 176-{\frac {1165}{\sqrt {HB}}}} |
| {\displaystyle HRC\Leftrightarrow HV}      | {\displaystyle HRC\approx 116-{\frac {1500}{\sqrt {HV}}}} |
| {\displaystyle HV\Leftrightarrow HK}       | (per a petites càrregues){\displaystyle HV\approx HK}     |
| {\displaystyle R_{m}\approx cHB}           |                                                           |
| Acer (Matriu-Fe Cúbica centrada en el cos) | 3,5                                                       |
| Cu i els seus aliatges, temperat           | 5,5                                                       |
| Cu i els seus aliatges, deformat en fred   | 4,0                                                       |
| Al i els seus aliatges                     | 3,7                                                       |

| Duresa Rockwell C 150 kgf (HRC) | Duresa Vickers (HV) | Duresa Brinell, bola estàndard de 10 mm, 3000 kgf (HBS) | Duresa Brinell, bola de carbur de 10 mm, 3000 kgf (HBW) | Duresa de Knoop, 500 gf i major (HK) | Duresa Rockwell, escala A, 60 kgf (HRA) | Duresa Rockwell, escala D, 100 kgf (HRD) | Duresa superficial Rockwell, escala 15N, 15 kgf (HR 15-N) | Duresa superficial Rockwell, escala 30N, 30 kgf (HR 30-N) | Duresa superficial Rockwell, escala 45N, 45 kgf (HR 45-N) | Duresa escleroscopi | Duresa Rockwell C 150 kgf (HRC) |
| ------------------------------- | ------------------- | ------------------------------------------------------- | ------------------------------------------------------- | ------------------------------------ | --------------------------------------- | ---------------------------------------- | --------------------------------------------------------- | --------------------------------------------------------- | --------------------------------------------------------- | ------------------- | ------------------------------- |
| 68                              | 940                 | …                                                       | …                                                       | 920                                  | 85,6                                    | 76,9                                     | 93,2                                                      | 84,4                                                      | 75,4                                                      | 97,3                | 68                              |
| 67                              | 900                 | …                                                       | …                                                       | 895                                  | 85,0                                    | 76,1                                     | 92,9                                                      | 83,6                                                      | 74,2                                                      | 95,0                | 67                              |
| 66                              | 865                 | …                                                       | …                                                       | 870                                  | 84,5                                    | 75,4                                     | 92,5                                                      | 82,8                                                      | 73,3                                                      | 92,7                | 66                              |
| 65                              | 832                 | …                                                       | -739                                                    | 846                                  | 83,9                                    | 74,5                                     | 92,2                                                      | 81,9                                                      | 72,0                                                      | 90,6                | 65                              |
| 64                              | 800                 | …                                                       | -722                                                    | 822                                  | 83,4                                    | 73,8                                     | 91,8                                                      | 81,1                                                      | 71,0                                                      | 88,5                | 64                              |
| 63                              | 772                 | …                                                       | -705                                                    | 799                                  | 82,8                                    | 73,0                                     | 91,4                                                      | 80,1                                                      | 69,9                                                      | 86,5                | 63                              |
| 62                              | 746                 | …                                                       | -688                                                    | 776                                  | 82,3                                    | 72,2                                     | 91,1                                                      | 79,3                                                      | 68,8                                                      | 84,5                | 62                              |
| 61                              | 720                 | …                                                       | -670                                                    | 754                                  | 81,8                                    | 71,5                                     | 90,7                                                      | 78,4                                                      | 67,7                                                      | 82,6                | 61                              |
| 60                              | 697                 | …                                                       | -654                                                    | 732                                  | 81,2                                    | 70,7                                     | 90,2                                                      | 77,5                                                      | 66,6                                                      | 80,8                | 60                              |
| 59                              | 674                 | …                                                       | 634                                                     | 710                                  | 80,7                                    | 69,9                                     | 89,8                                                      | 76,6                                                      | 65,5                                                      | 79,0                | 59                              |
| 58                              | 653                 | …                                                       | 615                                                     | 690                                  | 80,1                                    | 69,2                                     | 89,3                                                      | 75,7                                                      | 64,3                                                      | 77,3                | 58                              |
| 57                              | 633                 | …                                                       | 595                                                     | 670                                  | 79,6                                    | 68,5                                     | 88,9                                                      | 74,8                                                      | 63,2                                                      | 75,6                | 57                              |
| 56                              | 613                 | …                                                       | 577                                                     | 650                                  | 79,0                                    | 67,7                                     | 88,3                                                      | 73,9                                                      | 62,0                                                      | 74,0                | 56                              |
| 55                              | 595                 | …                                                       | 560                                                     | 630                                  | 78,5                                    | 66,9                                     | 87,9                                                      | 73,0                                                      | 60,9                                                      | 72,4                | 55                              |
| 54                              | 577                 | …                                                       | 543                                                     | 612                                  | 78,0                                    | 66,1                                     | 87,4                                                      | 72,0                                                      | 59,8                                                      | 70,9                | 54                              |
| 53                              | 560                 | …                                                       | 525                                                     | 594                                  | 77,4                                    | 65,4                                     | 86,9                                                      | 71,2                                                      | 58,6                                                      | 69,4                | 53                              |
| 52                              | 544                 | -500                                                    | 512                                                     | 576                                  | 76,8                                    | 64,6                                     | 86,4                                                      | 70,2                                                      | 57,4                                                      | 67,9                | 52                              |
| 51                              | 528                 | -487                                                    | 496                                                     | 558                                  | 76,3                                    | 63,8                                     | 85,9                                                      | 69,4                                                      | 56,1                                                      | 66,5                | 51                              |
| 50                              | 513                 | -475                                                    | 481                                                     | 542                                  | 75,9                                    | 63,1                                     | 85,5                                                      | 68,5                                                      | 55,0                                                      | 65,1                | 50                              |
| 49                              | 498                 | -464                                                    | 469                                                     | 526                                  | 75,2                                    | 62,1                                     | 85,0                                                      | 67,6                                                      | 53,8                                                      | 63,7                | 49                              |
| 48                              | 484                 | 451                                                     | 455                                                     | 510                                  | 74,7                                    | 61,4                                     | 84,5                                                      | 66,7                                                      | 52,5                                                      | 62,4                | 48                              |
| 47                              | 471                 | 442                                                     | 443                                                     | 495                                  | 74,1                                    | 60,8                                     | 83,9                                                      | 65,8                                                      | 51,4                                                      | 61,1                | 47                              |
| 46                              | 458                 | 432                                                     | 432                                                     | 480                                  | 73,6                                    | 60,0                                     | 83,5                                                      | 64,8                                                      | 50,3                                                      | 59,8                | 46                              |
| 45                              | 446                 | 421                                                     | 421                                                     | 466                                  | 73,1                                    | 59,2                                     | 83,0                                                      | 64,0                                                      | 49,0                                                      | 58,5                | 45                              |
| 44                              | 434                 | 409                                                     | 409                                                     | 452                                  | 72,5                                    | 58,5                                     | 82,5                                                      | 63,1                                                      | 47,8                                                      | 57,3                | 44                              |
| 43                              | 423                 | 400                                                     | 400                                                     | 438                                  | 72,0                                    | 57,7                                     | 82,0                                                      | 62,2                                                      | 46,7                                                      | 56,1                | 43                              |
| 42                              | 412                 | 390                                                     | 390                                                     | 426                                  | 71,5                                    | 56,9                                     | 81,5                                                      | 61,3                                                      | 45,5                                                      | 54,9                | 42                              |
| 41                              | 402                 | 381                                                     | 381                                                     | 414                                  | 70,9                                    | 56,2                                     | 80,9                                                      | 60,4                                                      | 44,3                                                      | 53,7                | 41                              |
| 40                              | 392                 | 371                                                     | 371                                                     | 402                                  | 70,4                                    | 55,4                                     | 80,4                                                      | 59,5                                                      | 43,1                                                      | 52,6                | 40                              |
| 39                              | 382                 | 362                                                     | 362                                                     | 391                                  | 69,9                                    | 54,6                                     | 79,9                                                      | 58,6                                                      | 41,9                                                      | 51,5                | 39                              |
| 38                              | 372                 | 353                                                     | 353                                                     | 380                                  | 69,4                                    | 53,8                                     | 79,4                                                      | 57,7                                                      | 40,8                                                      | 50,4                | 38                              |
| 37                              | 363                 | 344                                                     | 344                                                     | 370                                  | 68,9                                    | 53,1                                     | 78,8                                                      | 56,8                                                      | 39,6                                                      | 49,3                | 37                              |
| 36                              | 354                 | 336                                                     | 336                                                     | 360                                  | 68,4                                    | 52,3                                     | 78,3                                                      | 55,9                                                      | 38,4                                                      | 48,2                | 36                              |
| 35                              | 345                 | 327                                                     | 327                                                     | 351                                  | 67,9                                    | 51,5                                     | 77,7                                                      | 55,0                                                      | 37,2                                                      | 47,1                | 35                              |
| 34                              | 336                 | 319                                                     | 319                                                     | 342                                  | 67,4                                    | 50,8                                     | 77,2                                                      | 54,2                                                      | 36,1                                                      | 46,1                | 34                              |
| 33                              | 327                 | 311                                                     | 311                                                     | 334                                  | 66,8                                    | 50,0                                     | 76,6                                                      | 53,3                                                      | 34,9                                                      | 45,1                | 33                              |
| 32                              | 318                 | 301                                                     | 301                                                     | 326                                  | 66,3                                    | 49,2                                     | 76,1                                                      | 52,1                                                      | 33,7                                                      | 44,1                | 32                              |
| 31                              | 310                 | 294                                                     | 294                                                     | 318                                  | 65,8                                    | 48,4                                     | 75,6                                                      | 51,3                                                      | 32,5                                                      | 43,1                | 31                              |
| 30                              | 302                 | 286                                                     | 286                                                     | 311                                  | 65,3                                    | 47,7                                     | 75,0                                                      | 50,4                                                      | 31,3                                                      | 42,2                | 30                              |
| 29                              | 294                 | 279                                                     | 279                                                     | 304                                  | 64,8                                    | 47,0                                     | 74,5                                                      | 49,5                                                      | 30,1                                                      | 41,3                | 29                              |
| 28                              | 286                 | 271                                                     | 271                                                     | 297                                  | 64,3                                    | 46,1                                     | 73,9                                                      | 48,6                                                      | 28,9                                                      | 40,4                | 28                              |
| 27                              | 279                 | 264                                                     | 264                                                     | 290                                  | 63,8                                    | 45,2                                     | 73,3                                                      | 47,7                                                      | 27,8                                                      | 39,5                | 27                              |
| 26                              | 272                 | 258                                                     | 258                                                     | 284                                  | 63,3                                    | 44,6                                     | 72,8                                                      | 46,8                                                      | 26,7                                                      | 38,7                | 26                              |
| 25                              | 266                 | 253                                                     | 253                                                     | 278                                  | 62,8                                    | 43,8                                     | 72,2                                                      | 45,9                                                      | 25,5                                                      | 37,8                | 25                              |
| 24                              | 260                 | 247                                                     | 247                                                     | 272                                  | 62,4                                    | 43,1                                     | 71,6                                                      | 45,0                                                      | 24,3                                                      | 37,0                | 24                              |
| 23                              | 254                 | 243                                                     | 243                                                     | 266                                  | 62,0                                    | 42,1                                     | 71,0                                                      | 44,0                                                      | 23,1                                                      | 36,3                | 23                              |
| 22                              | 248                 | 237                                                     | 237                                                     | 261                                  | 61,5                                    | 41,6                                     | 70,5                                                      | 43,2                                                      | 22,0                                                      | 35,5                | 22                              |
| 21                              | 243                 | 231                                                     | 231                                                     | 256                                  | 61,0                                    | 40,9                                     | 69,9                                                      | 42,3                                                      | 20,7                                                      | 34,8                | 21                              |
| 20                              | 238                 | 226                                                     | 226                                                     | 251                                  | 60,5                                    | 40,1                                     | 69,4                                                      | 41,5                                                      | 19,6                                                      | 34,2                | 20                              |

## Equivalències de duresa i resistència
Per a acers no aliats i foses, existeix una relació aproximada i directa entre la duresa Vickers i el límit elàstic, sent el límit elàstic aproximadament 3,3 vegades la duresa Vickers.
Rp0,2==3,3*HV
| Límit elàstic (aproximat) | Duresa Brinell | Duresa Rockwell | Duresa Rockwell | Duresa Rockwell | Duresa Vickers |
| ------------------------- | -------------- | --------------- | --------------- | --------------- | -------------- |
| MPa                       | HB             | HRC             | HRA             | HRB             | HV             |
| —                         | —              | 68              | 86              | —               | 940            |
| —                         | —              | 67              | 85              | —               | 920            |
| —                         | —              | 66              | 85              | —               | 880            |
| —                         | —              | 65              | 84              | —               | 840            |
| —                         | —              | 64              | 83              | —               | 800            |
| —                         | —              | 63              | 83              | —               | 760            |
| —                         | —              | 62              | 83              | —               | 740            |
| —                         | —              | 61              | 82              | —               | 720            |
| —                         | —              | 60              | 81              | —               | 690            |
| —                         | —              | 59              | 81              | —               | 670            |
| 2180                      | 618            | 58              | 80              | —               | 650            |
| 2105                      | 599            | 57              | 80              | —               | 630            |
| 2030                      | 580            | 56              | 79              | —               | 610            |
| 1955                      | 561            | 55              | 78              | —               | 590            |
| 1880                      | 542            | 54              | 78              | —               | 570            |
| 1850                      | 517            | 53              | 77              | —               | 560            |
| 1810                      | 523            | 52              | 77              | —               | 550            |
| 1740                      | 504            | 51              | 76              | —               | 530            |
| 1665                      | 485            | 50              | 76              | —               | 510            |
| 1635                      | 473            | 49              | 76              | —               | 500            |
| 1595                      | 466            | 48              | 75              | —               | 490            |
| 1540                      | 451            | 47              | 75              | —               | 485            |
| 1485                      | 437            | 46              | 74              | —               | 460            |
| 1420                      | 418            | 45              | 73              | —               | 440            |
| 1350                      | 399            | 43              | 72              | —               | 420            |
| 1290                      | 380            | 41              | 71              | —               | 400            |
| 1250                      | 370            | 40              | 71              | —               | 390            |
| 1220                      | 376            | 39              | 70              | —               | 380            |
| 1155                      | 342            | 37              | 69              | —               | 360            |
| 1095                      | 323            | 34              | 68              | —               | 340            |
| 1030                      | 304            | 32              | 66              | —               | 320            |
| 965                       | 276            | 30              | 65              | —               | 300            |
| 930                       | 276            | 29              | 65              | 105             | 290            |
| 900                       | 266            | 27              | 64              | 104             | 280            |
| 865                       | 257            | 26              | 63              | 102             | 270            |
| 835                       | 247            | 24              | 62              | 101             | 260            |
| 800                       | 238            | 22              | 62              | 100             | 250            |
| 770                       | 228            | 20              | 61              | 98              | 240            |
| 740                       | 219            | —               | —               | 97              | 230            |
| 705                       | 209            | —               | —               | 95              | 220            |
| 675                       | 199            | —               | —               | 94              | 210            |
| 640                       | 190            | —               | —               | 92              | 200            |
| 610                       | 181            | —               | —               | 90              | 190            |
| 575                       | 171            | —               | —               | 87              | 180            |
| 545                       | 162            | —               | —               | 85              | 170            |
| 510                       | 152            | —               | —               | 82              | 160            |
| 480                       | 143            | —               | —               | 79              | 150            |
| 450                       | 133            | —               | —               | 75              | 140            |
| 415                       | 124            | —               | —               | 71              | 130            |
| 385                       | 114            | —               | —               | 67              | 120            |
| 350                       | 105            | —               | —               | 62              | 110            |
| 320                       | 95             | —               | —               | 56              | 100            |
| 285                       | 86             | —               | —               | 48              | 90             |
| 255                       | 76             | —               | —               | —               | 80             |